# Нафтопроммаш
«Нафтопроммаш» — промислове підприємство в місті Охтирка Сумської області, що припинило виробничу діяльність.

## Історія
Охтирський ливарно-механічний завод був побудований у 1925 році в ході індустріалізації СРСР. Під час Німецько-радянської війни підприємство постраждало в ході бойових дій та німецької окупації, але відповідно до четвертого п'ятирічного плану відновлення та розвитку народного господарства СРСР завод був відновлений і знову введений в експлуатацію.
Наприкінці 1950-х років завод, що перейшов у відання міністерства зв'язку СРСР, був переорієнтований на випуск нової продукції (штемпелювальних машин, автоматичних сортувальних установок для сортування листів, установок ОСПК і КМПМ для сортування посилок, іншого обладнання для поштової механізації, а також поштових скриньок, телефонних будок і інших металоконструкцій та металовиробів) і отримав нову назву: Охтирський державний союзний завод «Промзв'язок».
У 1966 році завод був нагороджений орденом Трудового Червоного Прапора, у 1977 року заводу було присвоєно найменування «імені XXV з'їзду КПРС».
За радянських часів завод входив до числа провідних підприємств міста, на балансі перебували об'єкти соціальної інфраструктури (база відпочинку, заводський Будинок культури, музей та гуртожиток для робітників).
Після проголошення незалежності України у грудні 1993 року завод було передано у відання державного комітету нафтової та газової промисловості України та переорієнтовано на випуск обладнання для нафтогазової промисловості.
У 1994 році підприємство було перетворено на відкрите акціонерне товариство.
В умовах кризи 1990-х років підприємство освоїло виробництво споживчих товарів (опалювальних котлів та мініпекарень).
У серпні 1997 року завод був включений до переліку підприємств, що мають стратегічне значення для економіки та безпеки України.
У березні 2001 року Кабінет Міністрів України ухвалив рішення про продаж контрольного пакету (25 % + 1 акція) підприємства, що залишався в державній власності, акції були виставлені Фондом державного майна України на торги Української міжбанківської валютної біржі в березні 2003 року.
На початку 2000-х років підприємство випускало підігрівачі нафти для трубопроводів, насоси, гойдалки та інше обладнання для нафтогазової галузі, запчастини до нього, а також глинозмішувальні машини та інше обладнання.
У 2004 році завод освоїв малосерійне виробництво підресорених карет та прогулянкових колясок (ставши першим промисловим підприємством України, яке освоїло виробництво кінних екіпажів).
У березні 2010 року було відкрито виконавче провадження про стягнення з ВАТ «Нафтопроммаш» заборгованості із зарплати, пенсійних та страхових внесків та інших виплат на загальну суму 845 тис. гривень, відповідно до якого 26 грудня 2011 року суд наклав арешт на банківський рахунок підприємства. У січні 2012 року було встановлено, що за участю співробітників державної виконавчої служби Охтирського міжрайонного управління юстиції майно заводу, що знаходилося під арештом, на суму 5,5 млн гривень було незаконно продане. 31 січня 2012 року «Сумиобленерго» зупинило постачання електроенергії на підприємство, та завод зупинив виробничу діяльність. 4 травня 2012 року рішенням господарського суду Сумської області «Нафтопроммаш» було визнано банкрутом. До кінця 2012 року завод уже не функціонував. Надалі завод був розібраний на металобрухт.
У лютому 2016 року на розгляд Охтирської міської ради було винесено питання про створення на заводській території заводу «Нафтопроммаш», що припинило діяльність, молокопереробного підприємства, за результатами розгляду питання будівництво молокозаводу було визнано недоцільним.

## Пам'ять, відображення в культурі, мистецтві та сувенірній продукції
- поштовий конверт «50 років Охтирському ордену Трудового Червоного Прапора союзному заводу „Промзв'язок“» (СРСР, 1975 рік)
- Прапороносці п'ятирічки. Іван Пантелеймонович Сушко. Бригадир слюсарів-ремонтників Охтирського союзного заводу «Промзв'язок». Москва: «Плакат», 1976